# Кофраж
Кофражът е временна или постоянна конструкция, използвана в строителството за формуване на изделия или конструктивни елементи от бетон или стоманобетон.
Кофражите имат 3 основни функции – вместяват бетон, формуват повърхност и геометрия и носят товарите по време на строителството.
Основните работни кофражни операции са почистване, обмазване с кофражно масло, кофриране, декофриране.
През 20 век се преминава постепенно от традиционни към системни начини на строителство и кофражите се делят също на традиционни, смесени и системни.

## Материали за кофраж
- обработен дървен материал – летви, дъски, дървени греди
- преработен дървен материал – двойно Т-греди с височина 16, 20, 24 см, трислойни плоскости, водоустойчиви шперплати
- стомана – ламарина, профили (с плътно сечение, тънкостенни отворени и затворени)
- алуминиеви сплави – профили (с плътно сечение, тънкостенни отворени и затворени)
- изкуствени материали – ПВЦ, ПУ, гума, фибростъкло и др.

## Място на приложение на кофража
- Кофражи за монолитно строителство – формуват конструктивните елементи на мястото им в конструкцията
- Кофражни приобектни форми – формуват конструктивни елементи на площадка на строителен обект
- Кофражни форми за сглобяемо строителство – формуват конструктивни елементи в заводи (ДК, СМК)

Монолитното изпълнение на конструкциите от стоманобетон става по два начина – на групи от елементи на тактове (едроплощен кофраж, конзолно бетониране) и непрекъснато (пълзящ кофраж).
За спестяване на транспортни разходи се използват приобектни форми за предстени, предплочи, предварително напрегнати елементи и др.
В сглобяемото строителство на базата на типизационни разработки строителните конструкции са разделени на номенклатурни съставни части с точно място в конструкцията – панели, греди, обемни клетки и др., които се произвеждат в заводски условия в кофражни форми на поточни линии и се монтират на местата си в конструкциите.